# Wyspa Banksa
Wyspa Banksa (ang. Banks Island, fr. Île Banks) – wyspa wchodząca w skład Archipelagu Arktycznego, jedna z największych wysp świata – jej powierzchnia wynosi 70 028 km². Wchodzi w skład kanadyjskich Terytoriów Północno-Zachodnich.
Od zachodu wyspę oblewa Morze Beauforta. Od stałego lądu oddziela ją Zatoka Amundsena. Na wschód od Wyspy Banksa leży Wyspa Wiktorii, oddziela ją wąska Cieśnina Księcia Walii. Na północ od niej, za Cieśniną McClure’a znajdują się dwie wyspy wchodzące w skład archipelagu Wysp Parry’ego: Wyspa Księcia Patryka oraz Wyspa Melville’a.
Na południowo-zachodnim wybrzeżu wyspy znajduje się osada Sachs Harbour.
W 1961 utworzono na wyspie dwa federalne rezerwaty przyrody, w których ochronie podlegają stanowiska ptaków wędrownych.